# Каханд Пап
Каханд Пап, или Мец Папук (арм. Կաղանդ պապ или Մեծ Պապուկ) — персонаж армянского фольклора, вариант новогоднего дарителя, аналогичный Деду Морозу или Санта-Клаусу. 

## Происхождение Каханд Папа
Дата Нового года в армянской культуре неоднократно смещалась во времени; например, в языческую эпоху его отмечали 21 марта, в день весеннего равноденствия. Первого января, по Юлианскому календарю, его начали отмечать примерно с середины XVII века. В 1774 году католикос Симеон Ереванци официально закрепил начало нового года датой 1 января в церковном календаре. С праздником был связан ряд обрядов (например, обряд каху, в ходе которого дети спускали корзины с крыш домов, а хозяйки клали в них сласти и сухофрукты), но образа рождественского дарителя в армянской культуре не было. С приходом в Армению в XIX и XX веках российских и европейских традиций появились и традиционные образы таких персонажей — как Санта-Клауса, так и Деда Мороза.
В то же время важнейшим зимним праздником в армянской культуре был не Новый год, а День святого Саркиса, отмечавшийся за 64 дня до армянской Пасхи — обычно он выпадал на день между 18 января и 23 февраля. Вслед за ним отмечался другой крупный религиозный праздник — День памяти Святого Саака Партева, дата которого зависела от даты проведения Дня святого Саркиса, но также приходился на зимний период. В соответствии с легендой Саак Партев ходил с посохом, в овчинном тулупе с козьим мехом и был очень добр к детям. Соответственно, с Днём святого Саркиса был связан определённый обряд: во время празднования старший в доме тайно одевался в овчинный тулуп, подбитый козьим мехом, и выходил на улицу, после чего входил в дом через главный вход и дарил детям подарки. Этот образ со временем получил название Мец Папук («большой дед») и закрепился в традиции.
Также исторически в армянской культуре существовал независимый от Мец Папука образ Каханд Папа. В традиции упоминается только его имя (причём его этимология спорна и прямого перевода с армянского языка не имеет); Каханд Пап был хранителем времени, видимо, корнями уходящий в языческую эпоху, и следил за сменой сезонов. В христианскую эпоху Каханд Пап говорил людям, какие намечаются праздники.
В XX веке образ образ Мец Папука был окончательно утерян и поглощён образом Деда Мороза, введённого в советский обиход в середине 1930-х.

## Возрождение Каханд Папа и визуальный образ
В начале XXI века группа армянских специалистов по армянской истории и традициям загорелись идеей возрождения национального образа рождественского дарителя. В 2008 году компания Deem Communications провела конкурс на лучший образ такого дарителя; в конкурсе принимали участие как жители Армении, так и представители диаспоры. Результаты конкурса оценило профессиональное жюри, и в 2009 году образ Каханд Папа был впервые реализован. По итогам конкурса вышла сказочная книга «Каханд Пап. Возвращение с Ригеля» драматурга и прозаика Астгик Симонян. В книге создавалась новая мифология Каханд Папа: его сопровождают 12 дергунчиков (аналог гномиков), у которых ест двойники (аралезы), которые дают им силу. Каханд Пап живёт на звезде Ригель, а героиня книги, девочка Шушаник, возвращает его на землю с помощью волшебного камушка. Впоследствии к Каханд Папу присоединилась Дзюнанушик («снежная Ануш»), аналог Снегурочки.
Фактически в новой мифологии исторические образы Мец Папука и Каханд Папа слились в единого персонажа («рождественского деда»), аналогичного Санта-Клаусу или Деду Морозу. Соовременный Каханд Пап — это пожилой человек с бородой, одетый в рыжий тулуп, отороченный козьим мехом. Средством его передвижения является ослик, на котором он приезжает в поселения и дарит людям подарки (материальные и нематериальные).

## Отношения с другими новогодними персонажами
Наиболее популярным новогодним персонажем в Армении по-прежнему является дед Мороз, приносящий под ёлку подарки. Также широко распространён и образ Санта-Клауса.
Каханд Пап ввиду относительно короткой истории менее известен и только набирает популярность. Образ Каханд Папа встречается в зимний период на утренниках, общественных мероприятиях, на улицах городов. В 2019 году его образ вошёл в число самых популярных Дедов Морозов в странах СНГ.